# William Rider-Rider

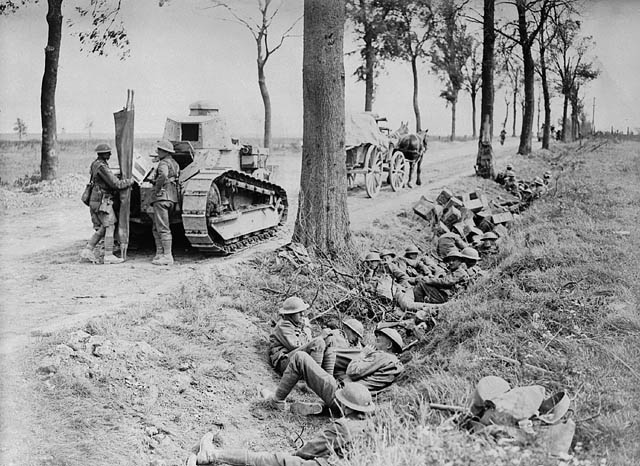
Kanadští vojáci na cestě z Arrasu do Cambrai, 1918

William Rider-Rider (1889, Stamford Hill – 1979) byl britský válečný fotograf.

## Život a dílo
V období od června roku 1917 do prosince 1918 pracoval pro kancelář Canadian War Records Office. Dokumentoval kanadské vojáky v první světové válce.

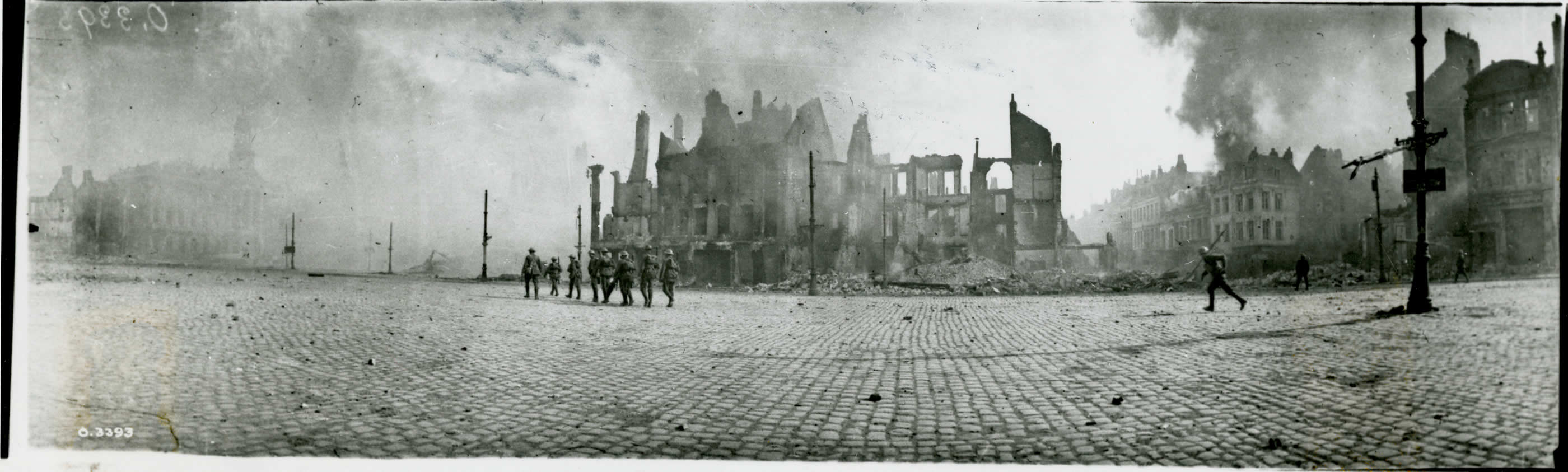
Kanaďané vstupují na náměstí ve francouzském Cambrai, říjen 1918
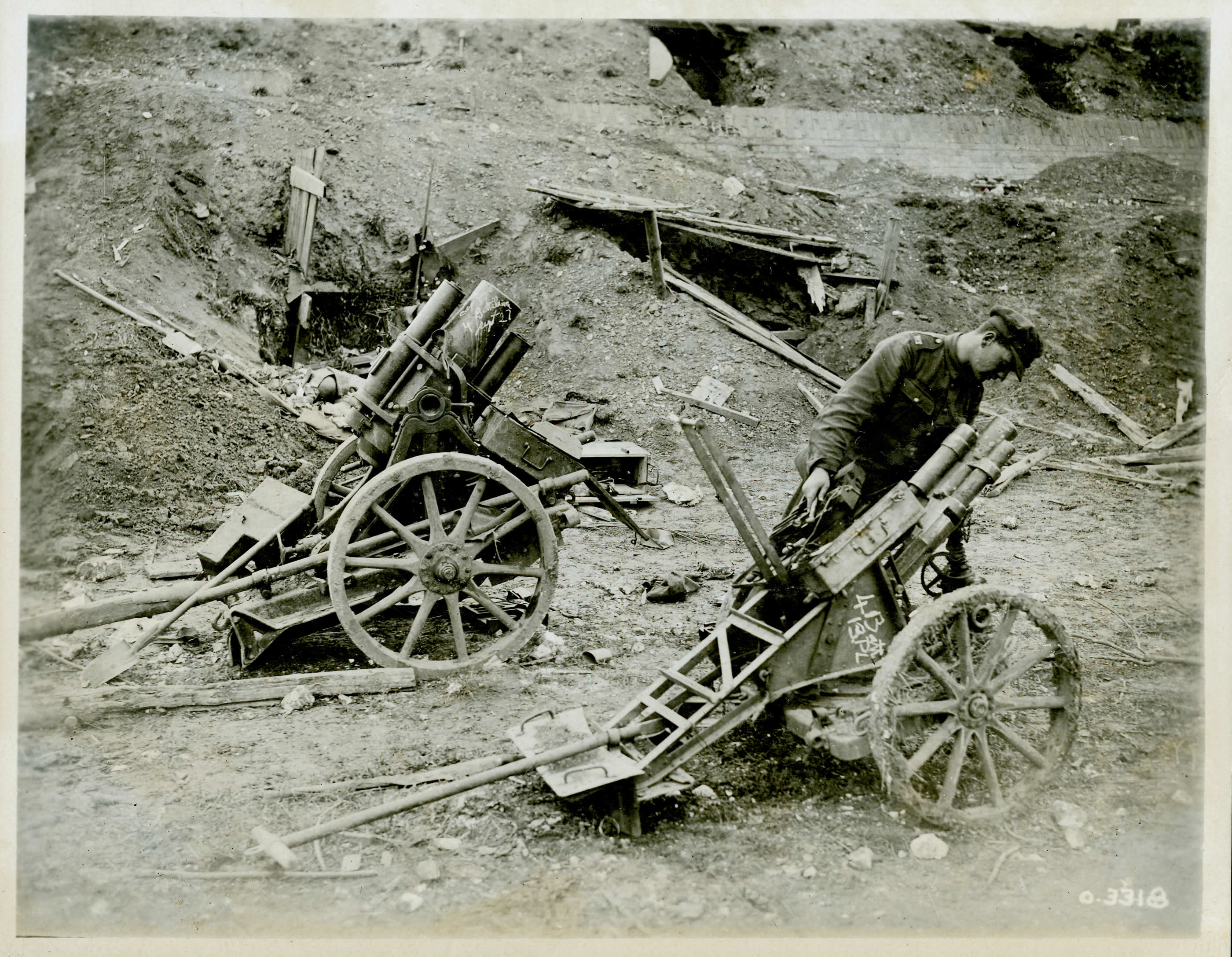
Německé minometky, Canal du Nord, 1918
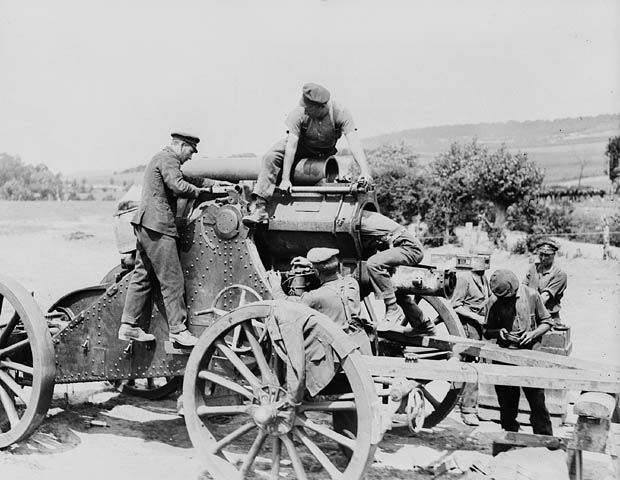
Oprava 9,2palcového děla